# Dohodne, Krasnohvardiiske
Dohodne (în ucraineană Доходне) este un sat în comuna Voshod din raionul Krasnohvardiiske, Republica Autonomă Crimeea, Ucraina.

## Demografie
Componența lingvistică a localității Dohodne
     Rusă (87,78%)
     Ucraineană (10%)
     Tătară crimeeană (2,22%)
Conform recensământului din 2001, majoritatea populației localității Dohodne era vorbitoare de rusă (87,78%), existând în minoritate și vorbitori de ucraineană (10%) și tătară crimeeană (2,22%).